# كولن ويست (كاتب للأطفال)
كولن ويست (بالإنجليزية: Colin West)‏ هو كاتب وكاتب للأطفال بريطاني، ولد في 1951.